# Cherries miersluiper
Cherries miersluiper (Myrmotherula cherriei) is een zangvogel uit de familie Thamnophilidae (miervogels). Deze vogel is genoemd naar de Amerikaanse ontdekkingsreiziger en natuuronderzoeker George Kruck Cherrie.

## Verspreiding en leefgebied
Deze soort komt voor in het Amazonegebied in zuidoostelijk Colombia, zuidwestelijk Venezuela, noordoostelijk Peru en noordwestelijk Brazilië.

## Status
De grootte van de populatie is niet gekwantificeerd maar de soort wordt omschreven als vrij algemeen. Op de Rode lijst van de IUCN heeft deze soort de status niet bedreigd.